# Slag bij Paducah
De Slag bij Paducah vond plaats op 25 maart 1864 tijdens de Amerikaanse Burgeroorlog. Een Zuidelijke eenheid onder leiding van generaal-majoor Nathan Bedford Forrest voerde een succesvolle raid uit op Paducah, Kentucky en veroverde daarbij belangrijke voorraden.
In maart 1864 vertrok Forrest vanuit Columbus, Mississippi naar Westelijk Tennessee en Kentucky met 3.000 soldaten. Hun doel was drieledig. Ten eerste dienden ze onderweg nieuwe rekruten te werven en te trainen. Ten tweede dienden ze hun voorraden aan te vullen en ten derde dienden ze de Noordelijke activiteiten te verwarren. Op 25 maart namen ze Paducah zonder veel verzet in. Het Noordelijke garnizoen onder leiding van kolonel Stephen G. Hicks trok zijn soldaten terug in Fort Anderson aan de westelijke zijde van de stad. Hicks weigerde zich over te geven. Zijn artillerie, ondersteund met twee kanonneerboten, beschoten voortdurend de Zuidelijke stellingen.
Forrests soldaten vernietigden ondertussen de overtollige voorraden en verzamelden alle paarden en muilezels die ze vonden. Een klein detachement voerde een aanval uit op het Noordelijk garnizoen maar werd met veel slachtoffers verjaagd. Kort daarna trokken de Zuidelijken zich terug. In de verschillende kranten die over de raid berichten, verwezen de journalisten naar de honderd paarden van topkwaliteit die niet werden gevonden door Forrest. Als reactie hierop stuurde Forrest Abraham Buford terug naar Paducah om toch nog de paarden in beslag te nemen.
De Noordelijken verloren ongeveer 90 soldaten terwijl de Zuidelijken 50 soldaten verloren hadden. Hoewel de raid zijn doel had bereikt, had dit geen langdurige gevolgen voor de Noordelijken in dit gebied.